# Anastasia Razvalyaeva
Anastasia Razvalyaeva (russisch Анастасия Разваляева; * 1986 in Murmansk) ist eine russische Harfenistin.

## Leben und Wirken
Razvalyaeva migrierte 1993 mit ihrer Familie nach Ungarn. Sie begann im Alter von sieben Jahren mit dem Harfenunterricht bei ihrer Mutter Natalia Gorbunova. Ein Jahr später setzte sie ihre klassische Ausbildung bei Melinda Felletár am Franz-Liszt-Musikkonservatorium Szeged fort. 2011 erwarb sie ihren Masterabschluss an der Franz-Liszt-Musikakademie in Budapest bei Andrea Vigh. Sie ist an der Doktorandenschule der Franz Liszt Musikakademie eingeschrieben.
Razvalyaeva spielte Kammermusik. Als Solistin trat sie mit den Budapester Streichern, dem Franz Liszt Kammerorchester, der Pannonischen Philharmonie, dem Anima Musicae Kammerorchester und mit den Miskolc Symphonikern auf. Unter anderem führte sie das Triple Concerto for Cimbalom, Harp and Guitar (2015) von Bálint Karosi auf (Aufnahme für Hungaroton). Auch arbeitete sie im Duo mit dem Gitarristen Miklós Környei und gab Solokonzerte. 
Gemeinsam mit der Sängerin Veronika Harcsa und dem Gitarristen Márton Fenyvesi trat Razvalyaeva seit 2021 mit dem jazzorientierten Programm Debussy Now! auf, dem 2024 das Programm Schubert Now! wiederum mit Harcsa und mit dem Elektroniker und Sounddesigner Bálint Bolcsó folgte. Beide wurden auch als Tonträger bei BMC Records veröffentlicht. Weiterhin unterstützte sie Deti Picasso.
Seit 2012 unterrichtet Razvalyaeva an der Liszt-Musikakademie.

## Preise und Auszeichnungen
1999 gewann Razvalyaeva die Silbermedaille beim internationalen Wettbewerb der Kammermusik in Arles, 2009 die Goldmedaille beim 14. Internationalen Petar-Konjovic-Musikwettbewerb im Jahr in Belgrad sowie den 3. Platz in der Kategorie Soloharfe beim Internationalen Wettbewerb Suoni d’Arpa in Briosco. 2011 erhielt sie den Junior Prima Preis des Prima Primissima Wettbewerbes in Budapest.